# 明日の愛
「明日の愛」（あしたのあい）は、1974年11月に発売された五木ひろしのシングルである。

## 解説
- TBS系テレビドラマ『日本沈没』（1974年10月 - 1975年3月）の主題歌となった（B面のバラード「小鳥」も、挿入歌として重要なシーンでたびたび使用された）。なお、ドラマのオープニングクレジットでの表記は「あしたの愛」になっている。五木自身、第14話「明日の愛」に阿部玲子の既知の人間であり、田所博士の欲するデータを提供した航海士・桂省吾役で特別出演している。また主題歌もフルサイズで流れた。
- 「みれん」とほぼ同時期の発売となったが、年末の賞レースへ向けては「みれん」の方を強力にプッシュしていたので、この曲のプロモーションはドラマ以外では強く打ち出されなかった。（当時は）テレビの歌謡番組等でも一切歌唱していない。
- 2023年現在までにはテレビで何度か歌唱したことはあり、2018年9月5日にBS朝日で放送された『日本の名曲 人生、歌がある』[1]、2020年12月19日にBS朝日で放送された『人生、歌がある』[2]で、五木によって歌唱されている。
- B面の「小鳥」は2022年の映画『シン・ウルトラマン』の劇中曲として使用された。

## 収録曲
- 両楽曲共に、作詞：山口洋子／作曲：筒美京平／編曲：ボブ佐久間

1. 明日の愛（2分45秒）
2. 小鳥（2分50秒）